# Concejo Municipal de Montes de Oca
El Concejo Municipal de Montes de Oca es el órgano deliberativo y máxima autoridad del cantón de Montes de Oca, en Costa Rica. Está conformado por siete regidores propietarios con voz y voto, y sus respectivos suplentes solo con voz salvo cuando sustituyan a un propietario de su mismo partido. A estos también asisten con voz pero sin voto el alcalde y los síndicos propietarios y suplentes de los cinco distritos del cantón. Al igual que el alcalde municipal sus miembros son electos popularmente cada 4 años.

## Historia
El 1 de enero de 1916, se llevaron a cabo las elecciones para integrar la Corporación Municipal, que había de durar en sus funciones hasta 1920. La instalación del primer Concejo Municipal, fue integrado por los siguientes miembros: Presidente, Señor Timoteo Madrigal Mora; Vicepresidente, Señor Ramón Hernández Loría; y Regidor Fiscal, Señor Vidal López Aguilar.
El 18 de marzo de 1916 se llevó a cabo la primera sesión solemne para la inauguración del cantonato e instalación de la primera Municipalidad. Entre 1932 y 1936, durante la administración de Ricardo Jiménez Oreamuno, se construye el Palacio Municipal de Montes de Oca, cuyo diseño arquitectónico fue ejecutado por el arquitecto José María Barrantes, uno de los arquitectos más destacados de la historia costarricense.

## Conformación del Concejo
| #                      | Bandera                | Partido                          | Nombre                                           |
| Regidores propietarios | Regidores propietarios | Regidores propietarios           | Regidores propietarios                           |
| ---------------------- | ---------------------- | -------------------------------- | ------------------------------------------------ |
| 1                      |                        | Partido Liberación Nacional      | Enrique Sibaja Granados                          |
| 2                      |                        | Partido Unidad Social Cristiana  | Jeiny Lizano Vargas                              |
| 3                      |                        | Partido Unidad Social Cristiana  | Jeison Salazar López                             |
| 4                      |                        | Coalición Gente de Montes de Oca | Jorge Espinoza Camacho                           |
| 5                      |                        | Coalición Gente de Montes de Oca | Carolina Monge Castilla                          |
| 6                      |                        | Coalición Somos Montes de Oca    | Marta Corrales Sánchez                           |
| 7                      |                        | Partido En Común                 | Katya López Alvarado                             |
| Regidores suplentes    |                        |                                  |                                                  |
| 8                      |                        | Partido Liberación Nacional      | Danilo Rodríguez Arias                           |
| 9                      |                        | Partido Unidad Social Cristiana  | Jessica Mora Romero                              |
| 10                     |                        | Partido Unidad Social Cristiana  | Jorge Mora Portuguez                             |
| 11                     |                        | Coalición Gente de Montes de Oca | Gustavo Campos Alfaro                            |
| 12                     |                        | Coalición Gente de Montes de Oca | Kimberly Ortiz Villalta                          |
| 13                     |                        | Coalición Somos Montes de Oca    | Irene Salazar Carvajal                           |
| 14                     |                        | Partido En Común                 | Mario Ruiz Salas (Desde el 27 de enero del 2025) |
| Síndicos propietarios  |                        |                                  |                                                  |
| 15                     |                        | Coalición Gente de Montes de Oca | Sergio Rodríguez Sequeira                        |
| 16                     |                        | Partido Unidad Social Cristiana  | Jorge Rodríguez Vindas                           |
| 17                     |                        | Partido Liberación Nacional      | Alexis Picado Barquero                           |
| 18                     |                        | Partido Unidad Social Cristiana  | Milena Solís Díaz                                |
| Síndicos suplentes     |                        |                                  |                                                  |
| 19                     |                        | Coalición Gente de Montes de Oca | Alexa Benavidez Ayala                            |
| 20                     |                        | Partido Unidad Social Cristiana  | Flor Navarro Valverde                            |
| 21                     |                        | Partido Unidad Social Cristiana  | Daniel Vílchez Mora                              |

## Elecciones
Durante las Elecciones municipales de Costa Rica de 2024, nueve partidos políticos participaron en el cantón de Montes de Oca para obtener la Alcaldía y miembros del Concejo Municipal. Los resultados fueron los siguientes:

### Alcaldía
| Puesto | Bandera | Partido                              | Votos | %      |
| ------ | ------- | ------------------------------------ | ----- | ------ |
| 1°     |         | Coalición Gente de Montes de Oca     | 4 508 | 34,16% |
| 2°     |         | Partido Liberación Nacional          | 2 137 | 16,19% |
| 3°     |         | Partido Unidad Social Cristiana      | 1 716 | 13,00% |
| 4°     |         | Partido Republicano Social Cristiano | 1 504 | 11,40% |
| 5°     |         | Partido Frente Amplio                | 1 207 | 9,15%  |
| 6°     |         | Partido Avance Montes de Oca         | 1 022 | 7,74%  |
| 7°     |         | Partido Restauración Nacional        | 424   | 3,21%  |
| 8°     |         | Partido Nuestro Pueblo               | 407   | 3,08%  |
| 9°     |         | Partido Nueva República              | 270   | 2,05%  |

El alcalde electo fue Marcel Soler Rubio, y los vicealcaldes electos fueron Ana Lucía González Castro y José Rafael Quesada Jiménez, de la Coalición Gente de Montes de Oca, conformada por los partidos nacionales Acción Ciudadana y VAMOS, y el cantonal Partido Humanista de Montes de Oca.

### Regidores
| Puesto | Bandera | Partido                              | Votos | %      |
| ------ | ------- | ------------------------------------ | ----- | ------ |
| 1°     |         | Coalición Gente de Montes de Oca     | 4 118 | 31,25% |
| 2°     |         | Partido Liberación Nacional          | 2 152 | 16,33% |
| 3°     |         | Partido Unidad Social Cristiana      | 1 750 | 13,28% |
| 4°     |         | Partido Frente Amplio                | 1 420 | 10,77% |
| 5°     |         | Partido Republicano Social Cristiano | 1 387 | 10,52% |
| 6°     |         | Partido Avance Montes de Oca         | 1 067 | 8,10%  |
| 7°     |         | Partido Restauración Nacional        | 488   | 3,70%  |
| 8°     |         | Partido Nuestro Pueblo               | 487   | 3,69%  |
| 9°     |         | Partido Nueva República              | 310   | 2,35%  |